# Henrietta Ritterová z Rittersbergu
Henrietta Ritterová z Rittersbergu, též Jindřiška Ritterová z Rittersberka (rytířka z Rittersberka) apod., německy Henrietta Ritter von Rittersberg (1811 nebo 1812 Terezín – 15. srpna 1880 Praha) byla spisovatelka, vychovatelka a překladatelka, autorka prací v češtině a němčině.

## Život

### Mládí
O jejím mládí nejsou známy podrobné údaje. Narodila se v roce 1811 nebo 1812 v Terezíně v rodině c. k. setníka Jana (Johanna) Ritter z Rittersbergu (1780–1841) a jeho manželky, původem Belgičanky, dcery barona z Vogelsangu. (Šlechtický titul z Rittersbergu získal její děd Maxmilian Ritter za obranu Prahy před Prusy v roce 1775.) Ve výslužbě byl Jan Ritter též editor českých lidových písní a vojenský historik. V jeho salonu se scházely přední osobnosti českého kulturního života jako František Palacký, Václav Hanka a Josef Dobrovský. Bratr Ludvík Ritter (1811–1880) byl spisovatel a hudební skladatel.

### Pobyt v Praze
V Praze žila nejspíš již od 1. poloviny 20. let 19. století.
Přátelila se s významnými vlastenci své doby (manželka Františka Palackého, Bohuslava Rajská, František Ladislav Čelakovský, Josef Václav Frič, Karel Purkyně, Josef Mánes aj.), kteří ji považovali za vzdělanou a duchaplnou. Poté, co její bratr Ludvík Ritter ovdověl, vychovávala jeho dceru Jindřišku, pozdější herečku Národního divadla Jindřišku Slavínskou. (Dopisy, které Josef Mánes adresoval jí a její neteři Jindřišce byly vydány v roce 1912.) Její byt sloužil jako penzionát, ve kterém vychovávala i dcery z dalších rodin vlastenců, např. dcery Františka Ladislava Čelakovského a Františka Ladislava Riegera. Obsahem vyučování byly ruční práce a francouzská konverzace. Francouzsky se u ní učila i dcera Boženy Němcové Dora.
V 60. letech 19. století přesídlila na kratší dobu do Plzně, kde Jindřiška Slavínská získala divadelní angažmá.
Zemřela bezdětná a neprovdána v Praze 15. srpna 1880.)

## Dílo

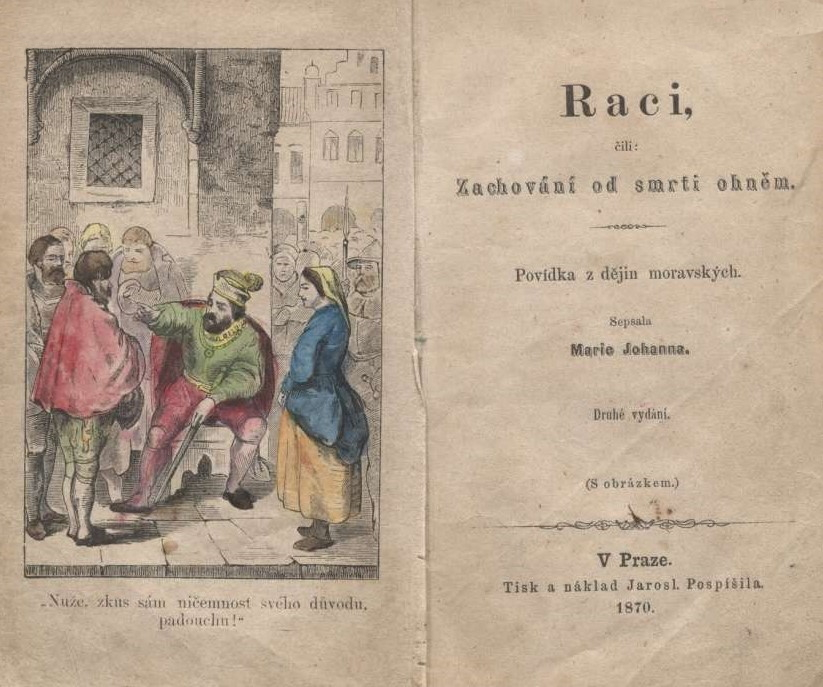
Henrietta Ritterová z Rittersbergu: Raci (1870)

Svá díla publikovala pod pseudonymy Johanna, Johanna M., Johanna Marie, Johanna Marie z R., Marie Johanna. Vyslovovala své demokratické přesvědčení o možnosti přátelství mezi různými společenskými vrstvami. Překládala též pohádky Boženy Němcové do němčiny.

### Časopisecky
- Růže v údolí – 1855, první práce, zveřejněná almanachu Lada Nióla pod pseudonymem Johanna Marie[9][pozn. 3]
- Rodina pastorova – 1856, časopis Lumír 6. a 13. 3.[10]
- Konvenience a láska – 1856, časopis Lumír 17. 1, 24. 1. a 7. 2., satira strnulé etikety šlechty[11]
- Les enfants terribles – 1859, časopis Lumír 27. 10., humoristická próza[12]
- Černá Pepi – 1861, časopis Lumír, 19. 12. a 26. 12[13]

### Knižně
- Raci, čili, Zachování od smrti ohněm (povídka z dějin moravských, pod pseudonymem Marie Johanna; V Praze, Jaroslav Pospíšil, 1862 a 1870)[pozn. 4]

## Zajímavost
V roce 1855 poslala Božena Němcová tehdy čtrnáctiletou dceru Doru do ústavu sester Elisy a Eugenie Clottyových, kde se měla nadále učit francouzsky u rodilých Francouzek. O kvalitě předchozího vyučování francouzštiny u Henrietty Ritterové se v dopise manželovi zmínila takto:
| „ | Já myslila, že se Dora u Rit. nic nenaučila, řekla jsem to také té paní, ale když Doru zkoušela, dobře četla, hezky i psala, jen že špatně vyslovovala, tedy hned byla mezi větší přijata a půjde to rychleji kupředu. | “ |